# استفان دونچف
استفان دونچف (بلغاری: Стефан Дончев؛ زادهٔ ۲۸ اوت ۱۹۷۵) بازیکن فوتبال اهل بلغارستان است.
از باشگاه‌هایی که در آن بازی کرده است می‌توان به باشگاه فوتبال لوکوموتیو صوفیه، باشگاه فوتبال لفسکی صوفیه، و باشگاه فوتبال آتیراو اشاره کرد.